# Jezioro Kamienne (Pojezierze Bytowskie)
Jezioro Kamienne – jezioro w województwie zachodniopomorskim, w powiecie koszalińskim, w gminie Polanów w pobliżu miejscowości Żydowo, leżące na terenie Pojezierza Bytowskiego.
Jezioro stanowi górny zbiornik elektrowni szczytowo-pompowej „Żydowo”.